# Sampo (isbrytare, 1960)
Sampo var en finländsk isbrytare, som tjänstgjorde mellan 1960 och 1985. Den togs ur tjänst eftersom den blev för smal för att bryta rännor åt stora moderna fartyg. Sampo har sedan dess använts som ett arktiskt turistfartyg i farvattnen utanför Kemi.
Turisterna kan klä sig i särskild isolerande overall och bada i isvattnet.

## Fartyg av klassen
- Karhu
- Murtaja
- Sampo
- Hanse